# 眞田朱音
眞田 朱音（さなだ あかね、3月25日 - ）は、日本の女性声優。イエローテイル所属。京都府出身。

## 人物
趣味は地図を見る事、料理。特技はクラリネット演奏、手遊び。
保育士資格を持つ。

## 出演

### テレビアニメ
- 妖狐×僕SS（2012年、女子トレーナー、女子4、メイド）
- シャイニング・ハーツ 〜幸せのパン〜（2012年、女A）
- 幕末義人伝 浪漫（2013年、胡蝶）
- ニル・アドミラリの天秤（2018年、四木沼薔子[2]）
- レヱル・ロマネスク2（2023年、常連客 宝生稀咲）

### OVA
- 薄桜鬼 雪華録（2011年、芸妓）
- 華ヤカ哉、我ガ一族 キネトグラフ（2012年、伊村千代子[3]）

### Webアニメ
- こいけん! 〜私たちアニメになっちゃった!〜（2012年、ラジオアシスタント）
- スプリガン（2022年、女子生徒A）

### ゲーム
2010年
- 華ヤカ哉、我ガ一族（伊村千代子）

2011年
- 神なる君と（鳥神ユーリー）
- 華ヤカ哉、我ガ一族 キネマモザイク（伊村千代子）

2012年
- アガレスト戦記 Mariage（リフル）

2013年
- Caladrius（カラドリウス）
- 限界凸騎 モンスターモンピース
- 古色迷宮輪舞曲〜La Roue de fortune〜（相羽和奏）

2014年
- Caladrius BLAZE（カラドリウス）
- ものべの -pure smile-（いづものみこ）

2015年
- ChuSingura46+1 -忠臣蔵46+1- V（浅野内匠頭）
- 華ヤカ哉、我ガ一族 モダンノスタルジィ（伊村千代子）
- ぷよぷよ!!クエスト（2015年 - 2018年、エムプーサ、ジュリア、イスティオ）

2016年
- ニル・アドミラリの天秤 帝都幻惑綺譚（四木沼薔子）
- 刺青の国　（調布市）

2017年
- Song of Memories（蒔島香緒里）
- ニル・アドミラリの天秤 クロユリ炎陽譚（四木沼薔子）

2018年
- まいてつ -pure station-（宝生稀咲）

2020年
- ポルト・ミラージュ（フローラ、マリー、ソルティ、キャロル）

### ドラマCD
- D.C.III Side Stories 第3話「さくらの願いと素敵な笹」（2015年、桜内桜姫[19]）